# ギャル語
ギャル語（ギャルご）は、1990年代半ば以降に東京都渋谷区渋谷で過ごすコギャルを中心に話されている日本語の若者言葉である。首都圏方言がベースである。多くは渋谷が発信地になっていることから、渋谷特有の方言のようなものであるとして、東京弁（とうきょうべん）・渋谷弁（しぶやべん）と呼ぶ学者も僅かに存在する。

## 概要
ギャル語を特徴づける表現には、略語や英語直訳型があるほか、2ちゃんねる用語などのネットスラングを取り入れたり（リア充、カワユス、ギガントなど）や、元々ある地方の方言だったものを取り入れたりすることも多い。ギャル語は日々めまぐるしく変化しており、たった1年で使われなくなる言葉も少なくない（チョベリバなど）。表現によっては、渋谷だけに留まらず、日本各地（特に東日本、なかでも東京圏）の若者の間で流行することがある。
しかし、悪口もある。「リア充」は「リアル（現実世界）が充実している」の略で、インターネットスラングの一種だ。ブログやSNSなどを通した関係ではなく、実社会における人間関係や趣味活動を楽しんでいる様子、またはそのような人を指す。「リア充爆発しろ」はそのような人がうらやましくて生まれた用語。

## 用例
以下は、このような表現も存在するという一例である。
既に死語になったものもあれば、地域や集団によって用法などが違う場合がある。また、必ずしも渋谷のコギャルが生み出した表現とは限らない。
Aボーイ/Aガール
アキバ系オタク ( cf. Bボーイ/Bガール)
リアル
今していることを載せるブログやホームページのこと。リアルタイムという分や秒単位で投稿できるブログサービスの名称から。同様に、プロフ（自分のプロフィールを掲載できる自己紹介サイトで、リアルタイムと共に提供されていることが多い）などがある。
OPP（おっぱっぴー）
「オーシャン パシフィック ピース」の略。小島よしおのギャグからきた言葉。
H/K
【記号】「話（は）変わるけど」の略。くりぃむしちゅーの有田哲平が考案したとされる。
ダンサー
ダンスサークルの略。
イベサー
イベントを企画・主催するサークル。
和サー
主に和（なご）み中心のサークル。月に何回か会合を設けて遊んだりするサークル。
アンジェ
渋谷を活動拠点とするサークルの一つであるangeleekの略称。2001年結成。
系列も合わせるとその数は全国一のギャルサークルであるとされる。
過去に、ギャルサーやNHKの番組に出演するなどテレビ出演が多いことでも有名である。
キャンサミ
キャンパスサミットの略称。毎年夏に各都道府県のサークルごとに行われる大型のイベント。
各都道府県ごとにあるサークルのほとんどが参加する。企画運営はすべてサークルの代表者などが行う。
ワンピ
ワンピース。
キャミ
キャミソール。
キャラ（一般的にも使われる）
キャラクター。
D-1
毎年冬に各都道府県のサークルごとに行われる大型のイベント。
オケる
カラオケに行く。
おっさん
「おつかれさん」の略。「おっつー」とも言う。
マジ（で）
「真面目に」の略。「本当に」と言う意味。

キュン死に
【名詞・サ変】胸がキュンとして死にそうなくらい、恋焦がれる様。『ラブ★コン』から広まった言葉。
したんだー
特に意味はないが、そうしたことを主張したり、強調したりする。語尾上げを伴う。「～なんだー」の部類。
超ウケる
【自動詞】あまりにも滑稽だ。
TU
「超 (T) 有名 (U)」の略。
ティング
「トイレッティング（トイレ）」の略。
- ですけど
普段はタメ口でしゃべっている場合に、反抗・反論の意を込めて言う。語尾を平板化する場合が多い。「超ウザいん - 」
ときとば
「時と場合による」の略。
ノープロ
ノープロブレム (no problem) の略。
たしかし
「たしかに」の意味。「たしかに、だがしかし」の略とも言われる。
パ・パギャル
「中途半端なギャル」の略。
パない・パねぇ
ハンパない、ハンパねぇ（半端ではない）の略。
場面で
≒成り行きで。
プリコ
プリクラ交換。
まんきつ
漫画喫茶の略。
ミーツ（MT）
「ミーティング (meeting)」の略。
わんこ
「ワンコール（わん切り）」の略。いわゆる迷惑電話のワン切りではなく、連絡先の交換や呼び出し、合図、「折り返し電話して」という意味などで使われることが多い。
ワラ
（笑）の同義語。もとは2ちゃんねる用語（ネットスラング）。

「w」や「藁」、単に「笑」と表すこともある。（さっきオールでオケってきたわ笑）
オール (ALL)
夜中寝ないこと。オールナイト。徹夜。
魂アゲ
テンションが高くなること。
打つ
性行為をすること。単に寝る、ヤるとすることも多い。
囲う
相手（男性）をキープするという意味。
HY
「卑猥」の意味。同名のアーディストグループとは全く無関係。
しゃみっす
「三味線を弾く」の意味。相手を惑わす時に使う。
ワンコミ
自己満足。「ワン・コミュニケーション」の略。
レップ
この上なく陽気な状態で乾杯の音頭をとること。またはその人。「おつかれっぷ」の略。
MK5
「マジ (Maji) で切れる (Kireru) 5秒前」の略
広末涼子のデビューシングル「MajiでKoiする5秒前」はこれをもじって作られた。